# Aaron Burr
Aaron Burr, Jr. (Newark, 6 de febrer de 1756 – Staten Island, 14 de setembre de 1836), fou un militar i polític estatunidenc, membre fundacional del Partit Demòcrata-Republicà a l'Estat de Nova York. Va donar suport al governador George Clinton. Es va convertir en el tercer Vicepresident dels Estats Units, durant la presidència de Thomas Jefferson (4 de març de 1801 - 4 de març de 1805), tot i que és més famós pel seu duel amb Alexander Hamilton (que va acabar amb la mort d'aquest darrer), les seves presumptes conspiracions secessionistes i el seu procés i absolució final per traïció.